# Винницкий район (Ленинградская область)
Ви́нницкий район — административно-территориальная единица в составе Ленинградской области, существовавшая в 1927—1963 годах.
Административный центр — село Винницы. Площадь территории — 2901 км². Население — 9309 человек (в 1959 году), 524 человека в 1926 году, 908 человек в 1939 году (РГАЭ, ф. 1562, оп. 336, д. 1248, лл. 83-96).

## Образование района
Винницкий район образован одновременно с Ленинградской областью 1 августа 1927 года. В состав района были включены следующие административные единицы:
а) из Лодейнопольского уезда Ленинградской губернии:
- Виницкая волость полностью (10 сельсоветов);
- из Шапшинской волости — Киницкий и Ярославский сельсоветы;

б) из Тихвинского уезда Череповецкой губернии:
- из Пёлдушской волости — 4 сельсовета.

Первоначально Винницкий район был включён в состав Лодейнопольского округа. После ликвидации округов (постановление ЦИК и СНК СССР от 23 июля 1930 года), район был подчинён непосредственно областным органам.
В 1931—1938 годах район имел статус вепсского национального района.

## Административное деление
На момент образования район состоял из 16 сельсоветов:
- Винницкий,
- 1-й Гонгинский,
- 2-й Гонгинский,
- Каргинский,
- Киницкий,
- Лавровский,
- Ладвинский,
- Мягозерский,
- Нёмжинский,
- Озёрский,
- Пёлдушский,
- Сарозерский,
- Тукшинский,
- Тумазовский,
- Чикозерский,
- Ярославский.

В 1928 году в ходе укрупнения сельсоветов были упразднены Киницкий, Лавровский, Тукшинский и Тумазовский сельсоветы, а 1-й Гонгинский и 2-й Гонгинский сельсоветы были объединены в один Гонгинский сельсовет. Затем до 1954 года административное деление района изменений не претерпевало.
По постановлению Леноблисполкома в феврале 1931 года девять сельсоветов Винницкого района (из 11) были преобразованы в национальные вепсские сельсоветы: Винницкий, Каргинский, Ладвинский, Мягозерский, Немжинский, Озерский, Пелдушский, Сарозерский, Ярославский. Весь Винницкий район был преобразован в национальный вепсский район. Гонгинский и Чикозерский сельсоветы национальными не являлись
Указами Президиума Верховного Совета РСФСР от 22 февраля и 19 сентября 1939 года были ликвидированы административные единицы, образованные по национальному признаку «как искусственно созданные». Винницкий район и 9 национальных вепсских сельсоветов были преобразованы в обычные район и сельсоветы.
В период Великой Отечественной войны в связи с эвакуацией гражданского населения из 25-километровой прифронтовой полосы в октябре 1942 года центр района был временно (до 1944 года) перенесён в село Озёра.
Указом Президиума Верховного Совета РСФСР от 16 июня 1954 года упразднён Сарозерский сельсовет, его территория передана в состав Пёлдушского сельсовета.

## Национальное образование
Обучение на вепсском языке в Винницком районе было введено в 1932 году — после разработки вепсского алфавита и начала подготовки учителей и издания первых учебников. В 1933 году занятия на вепсском языке велись в 24 группах. Развитие вепсской школы в районе, однако, сдерживалось острым недостатком национальных педагогических кадров. Так, в 1933 году на родном языке обучалось лишь 177 человек — всего 16 % детей вепсов, остальные же обучались в русских школах. Национальных школ в районе было 19, но преподавание на родном языке в них велось лишь в первых группах, и лишь в шести школах — в первой и второй группах.

## Упразднение района
Район был упразднён Указом Президиума Верховного Совета РСФСР от 1 февраля 1963 года в рамках общего укрупнения сельских районов Ленинградской области после разделения облсовета на промышленный и сельский, с передачей территории в состав Лодейнопольского сельского района. В настоящее время территория бывшего Винницкого района полностью входит в состав Винницкого сельского поселения Подпорожского района.